# Basilique Notre-Dame-du-Pilier de Saragosse
 (janvier 2018).
Si vous disposez d'ouvrages ou d'articles de référence ou si vous connaissez des sites web de qualité traitant du thème abordé ici, merci de compléter l'article en donnant les références utiles à sa vérifiabilité et en les liant à la section « Notes et références ».
Cette  basilique n’est pas la seule basilique Notre-Dame-du-Pilier.
La basilique Notre-Dame-du-Pilier (en espagnol : Basílica de Nuestra Señora del Pilar) est un édifice religieux situé à Saragosse, capitale de la communauté autonome d'Aragon en Espagne. On y conserve et vénère la colonne (pilar en castillan) sur laquelle la Vierge Marie serait apparue à l'apôtre Jacques le Majeur en 40 apr. J.-C.
La basilique est consacrée à une image de la Vierge fort vénérée en Espagne, à tel point que de nombreuses Espagnoles portent le prénom de Pilar. La Vierge du Pilar est patronne de la garde civile, et surtout de l'Hispanité (et ce, depuis Pie XII), fêtée, tout comme cette Vierge, le 12 octobre, ce qui donne lieu à Saragosse à une longue semaine de festivités. La basilique est par ailleurs le centre d'un pèlerinage réputé.

## Histoire
Selon la tradition, l'apôtre Jacques serait venu évangéliser la péninsule Ibérique vers l'an 40. Il se serait d'abord découragé face aux difficultés de la tâche ; c'est là qu'au bord de l'Ebre lui serait apparue la Vierge Marie sur une colonne de marbre pour l'encourager à prêcher, en lui promettant que jamais la foi ne ferait défaut en Espagne. Jacques aurait alors élevé une chapelle destinée à abriter l'image miraculeuse de la Vierge à l'endroit même de l'apparition, créant ainsi ce qui fut le premier sanctuaire marial de la chrétienté.
Plusieurs édifices se succédèrent alors. Après la reconquête de la ville par Alphonse Ier en 1118, un premier édifice roman est construit, il n'en reste aujourd'hui qu'un tympan. En 1434, un incendie ravageur contraint en effet les autorités épiscopales à démolir le temple roman pour reconstruire un édifice gothico-mudéjar, achevé en 1515. L'édifice était composé d'une nef unique, et d'un cloître abritant la chapelle du Pilar. L'historienne d'art María del Carmen Lacarra pense que la statuette (38 cm) de la Vierge du pilier exécutée entre 1434 et 1443 serait du sculpteur aragonais Jean de la Huerta.
Face à l'accroissement constant de la ferveur vouée à la Vierge du Pilar, Juan de Marca, un zaragozano, propose dès 1638 de bâtir un nouveau temple. L'idée trouve un écho favorable auprès du chapitre qui organise un concours d'architecture. L'idée est d'adopter un style plus actuel que le gothique, mais aussi de rivaliser avec le plus grand monument religieux d'alors à Saragosse : la cathédrale Saint-Sauveur. Les projets se veulent grandioses et monumentaux. Les travaux de construction de la nouvelle basilique commencèrent en 1681 sur ordre de Jean de Habsbourg, qui en confia la construction aux architectes Francisco Herrera Hidestrosa et Felipe Pérez, qui conçurent un édifice baroque plutôt robuste, dont le gros-œuvre est terminé en 1754.

## Architecture
Face au développement toujours constant du culte, et voulant offrir à la Vierge du Pilar un écrin digne de son prestige, en 1725, le chapitre confie à l'architecte Ventura Rodríguez le soin de reconstruire la Sainte-Chapelle, achevée en 1765. Il réorganise également l'édifice dans le style classique. C'est à cet artiste que l'on doit la configuration et la décoration actuelles de la basilique.
Quelques années plus tard, en 1771, Goya peignit les fresques de la voûte du petit chœur, représentant l'Adoration du nom de Dieu, ainsi que la fresque Regina Martyrum (la Reine des Martyrs) sur une des coupoles. Francisco Bayeu réalisa pour le plafond, les fresques Regina Sanctorum Omnium (1775) et Regina Prophetarum (1781).
La basilique continue à être aménagée durant les siècles suivants. La couverture totale est terminée en 1872 avec l'achèvement de la coupole centrale et de la première tour. Les trois autres tours seront élevées en 1907 et 1961.
L'édifice mesure 130 mètres de long, pour 67 de large. Il est couronné de onze coupoles, dix lanternes et quatre tours. 

## Protection
La basilique fait l’objet d’un classement en Espagne au titre de bien d'intérêt culturel depuis le 22 juin 1904.

Images de la basilique
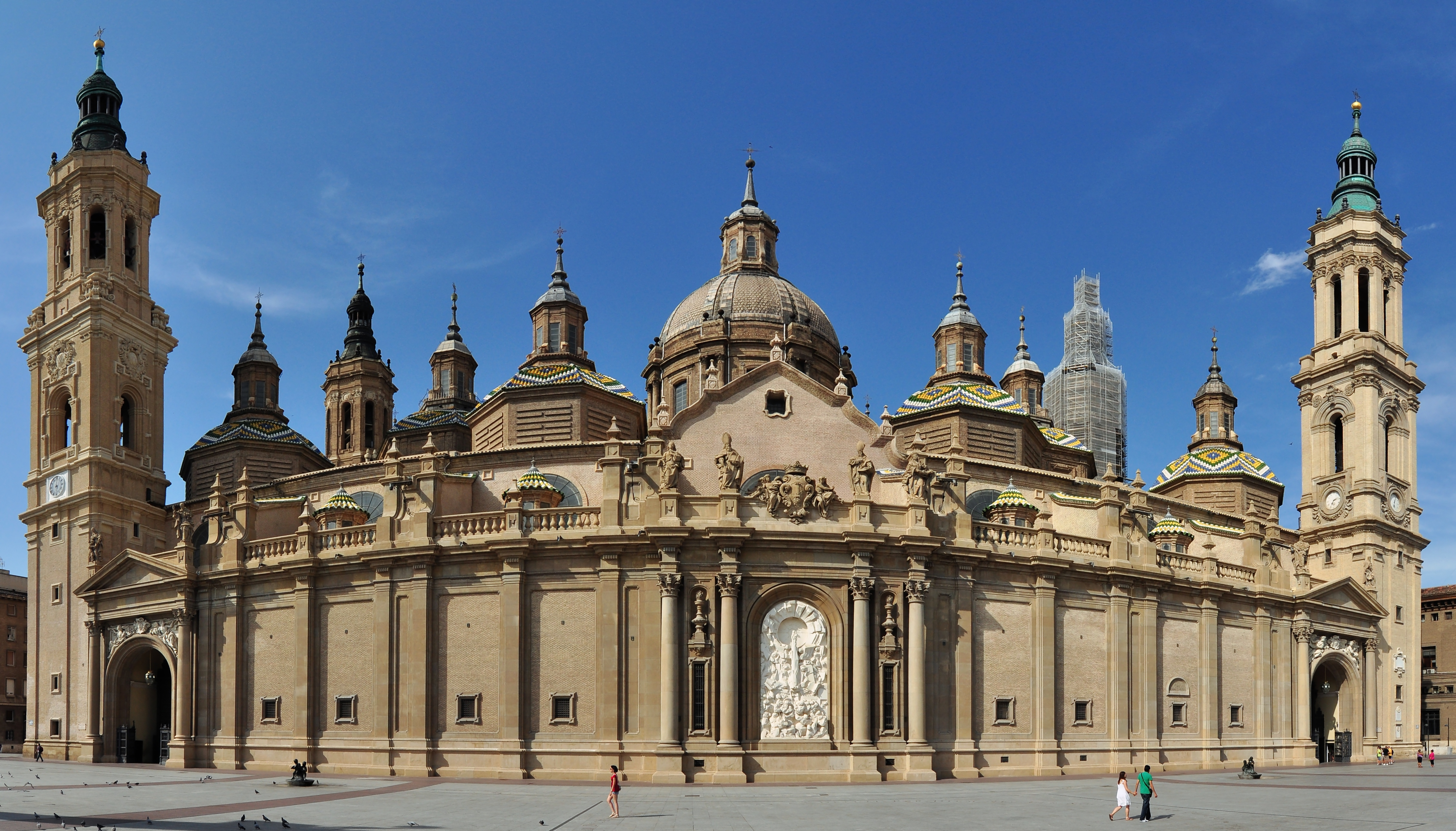
Vue panoramique de la façade.
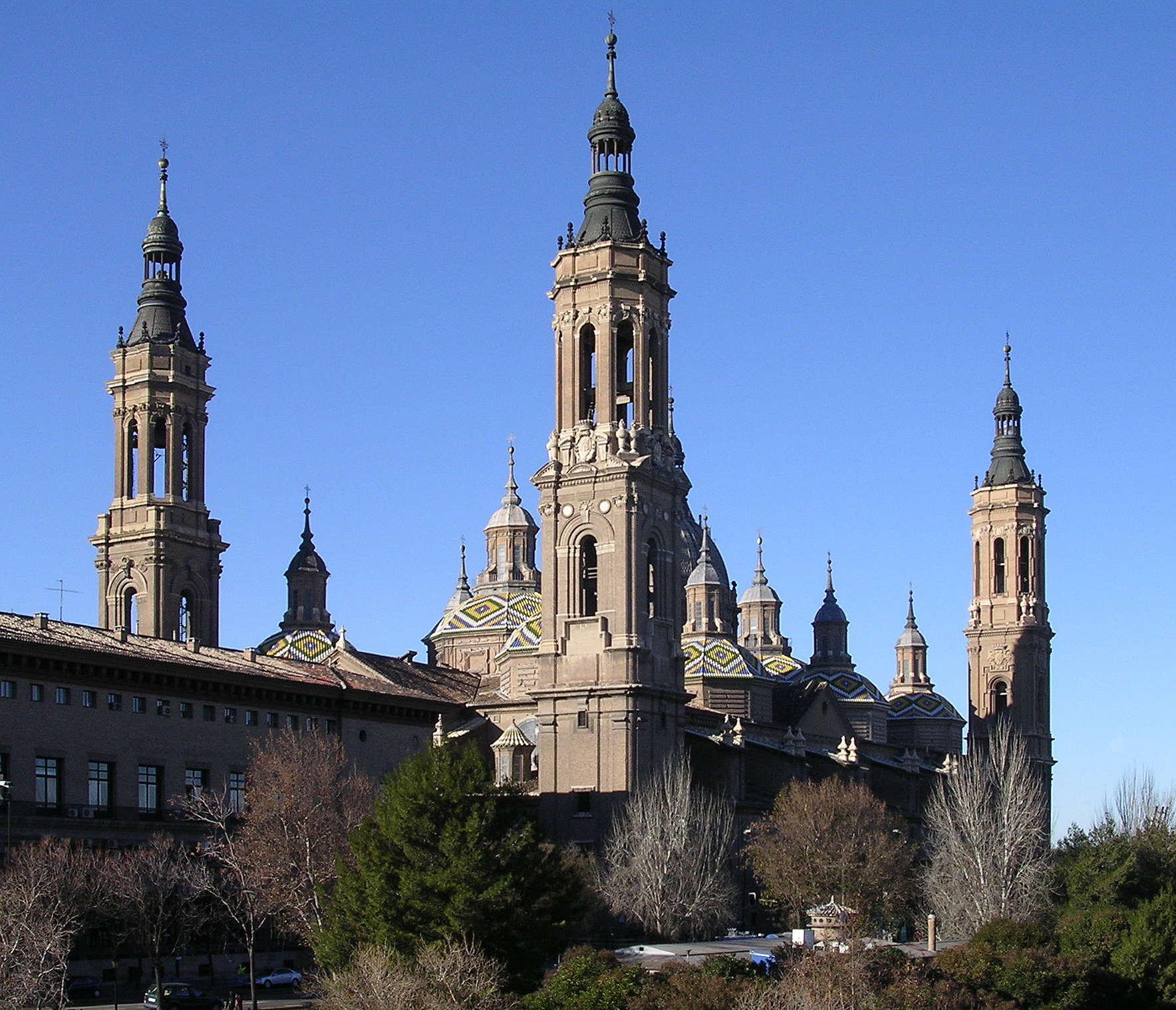
Vue générale de la basilique.
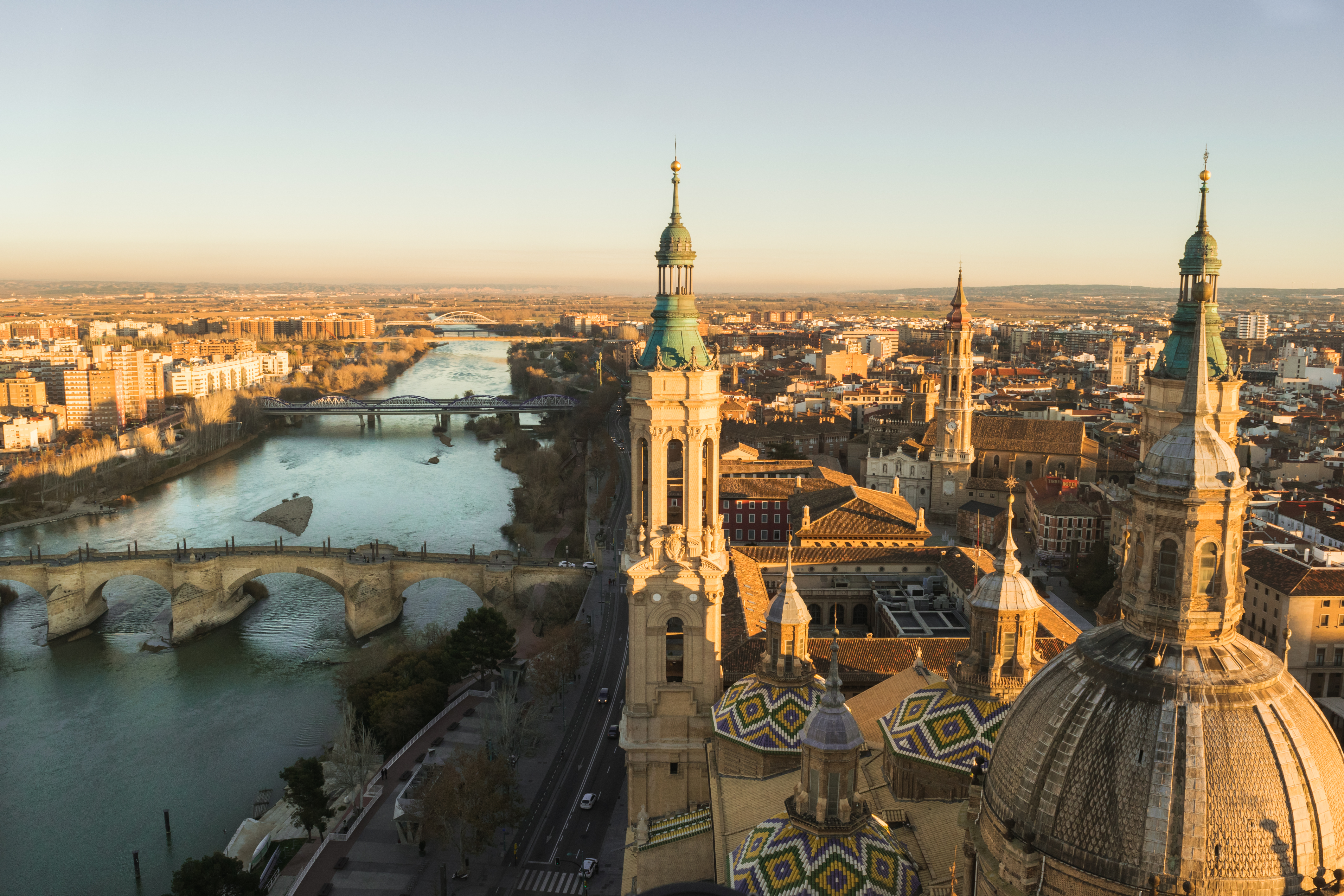
Vue depuis la tour nord-ouest.
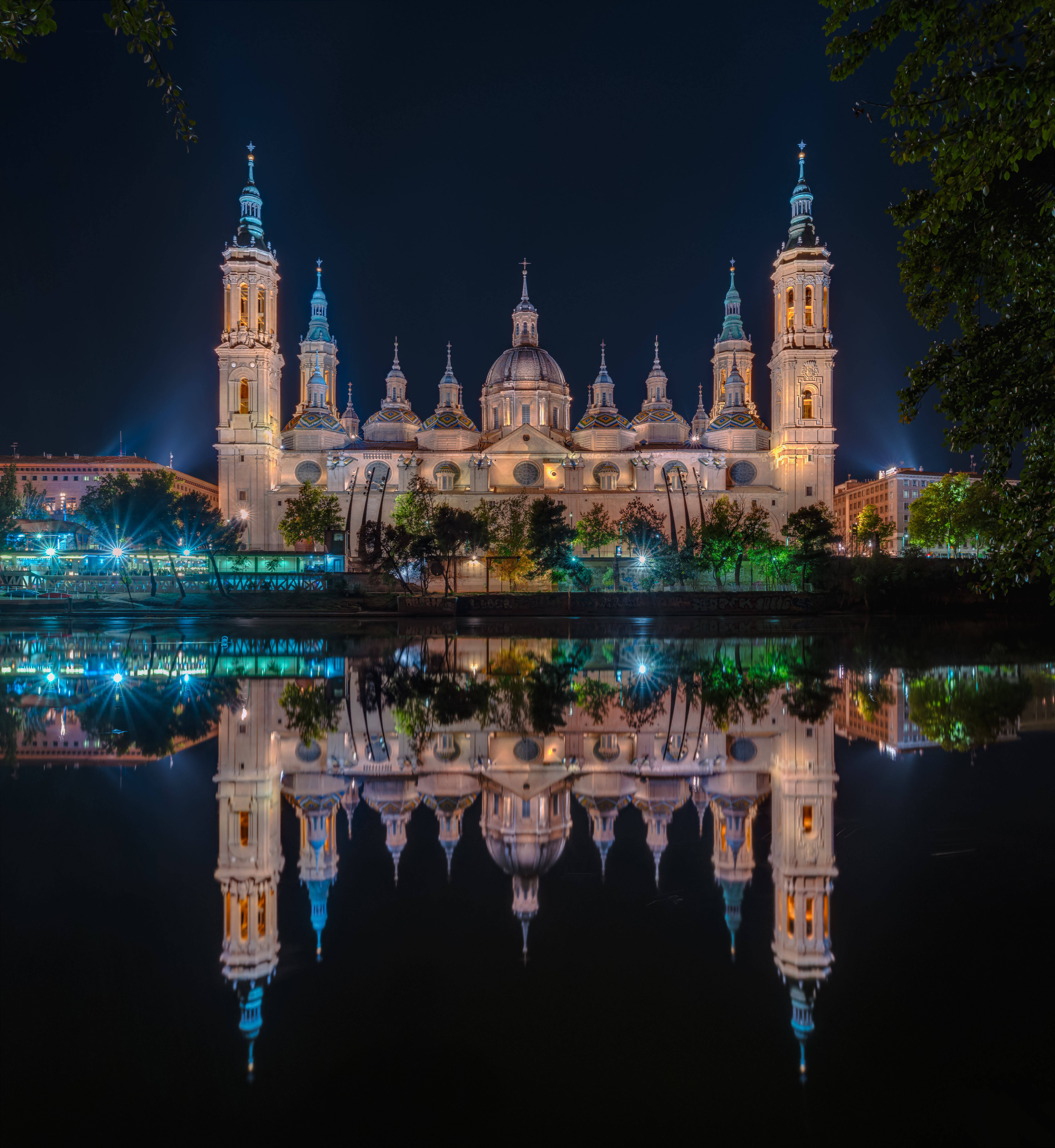
La basilique de nuit, coté nord.
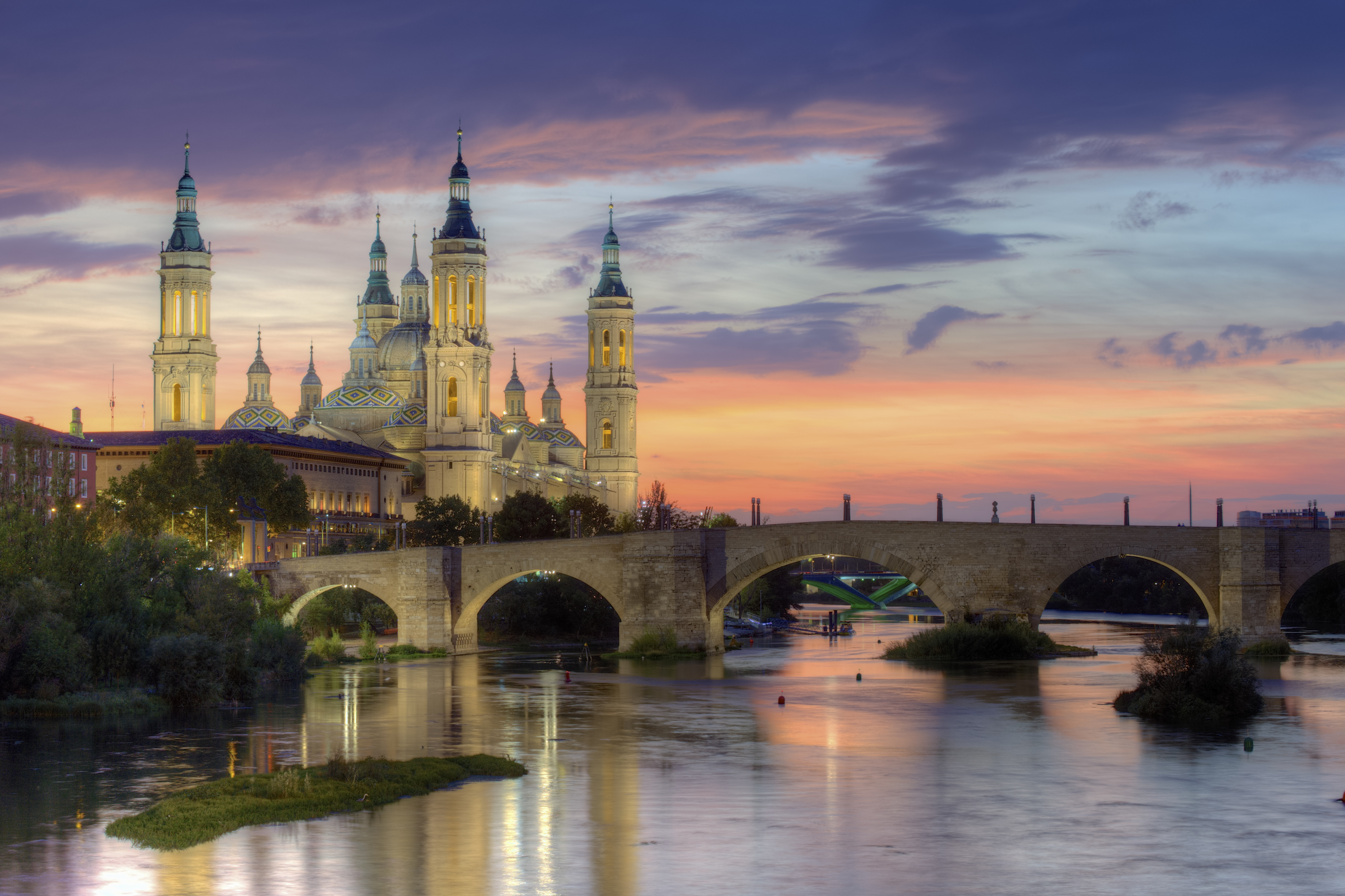
La basilique et le pont de Pierre sur l'Èbre.